# 中野重治
中野重治（1902年1月25日—1979年8月24日）是一位日本作家和日本共产党政治人物。曾經獲得每日出版文化奖（1955年）、读卖文学奖（1960年）、野间文艺奖（1969年）。
中野重治出生於福井縣坂井市。1924年，他进入东京帝國大学独逸文学科学习。1931年，他加入了日本共产党，并于1934年被捕。二战结束后，他立即重新入党，并參與创辦日本共产党下属的文学刊物新日本文学。1947年至1950年擔任日本參議院參議員。1958年，他進入日本共產黨中央委员会，但在1964年因政治理論與該黨其他人物不和而被开除出黨。

## 來源
- Miriam Silverberg, Changing Song: The Marxist Manifestos of Nakano Shigeharu, Princeton University Press, 1990. ISBN 978-0-691-06816-9.
- Donald Keene, Dawn to the West: Japanese literature of the modern era, fiction, Volume 1, 2nd edition, Columbia University Press, 1998, pages 881-883. ISBN 978-0-231-11434-9.
- J. Thomas Rimer（英语：J. Thomas Rimer） and Van C. Gessel, Modern Japanese literature, Columbia University Press, 2005, page 604. ISBN 978-0-231-11860-6.